# ロールス・ロイス クレシー
クレシー（英語:Crecy ）とは、イギリスのロールス・ロイスが開発した実験的な航空用エンジンである。排気量は約26リットル (1,536in3) の2ストローク、90度V型12気筒液冷式で、スリーブバルブと直接燃料噴射装置が特徴である。本エンジンは、1941年から1945年の間に開発が進められ、飛行試験後にスーパーマリン スピットファイアへの採用も考えられていたが、結局いずれの機体にも用いられず、ジェットエンジン開発の進展により1945年12月に中止させられた。

## 名前の由来
本エンジンの名前はクレシーの戦いに由来し、この名がロールス・ロイスの2ストロークエンジンの名前として決まることとなった。しかし、量産されることなく、この後はジェットエンジンが川の名前で名づけられることになる。

## 設計・開発
英連邦航空研究諮問委員会 (ARC) 委員長であったヘンリー・ティザード卿は、1935年にはドイツ航空戦力の脅威を感じて強力な短距離走者（sprint ）的なエンジンを提唱しその必要性を訴えた。この訴えはティザードの個人的友人のハリー・リカルドを感化し、クレシーとして知られるものの開発につながった。この案が初めて公式に議論されたのは、1935年12月のエンジン小委員会であった。
"議長はもし空軍省が短距離走者的な国土防衛のためのエンジンを欲したならば我々はどれだけ燃料を軽視できるのか質問せねばならないと言った。リカルド氏はこの点について最近の談話での要望で、一定の状況で激しい燃料の消費は許容されないかもしれず、もしそうならば魅力的な2ストローク・ガソリンエンジンの可能性につながる研究が必要だといった。"
1927年と1930年に用いられたケストレルエンジンの経験は、空軍省との契約を通じて2ストロークとスリーブバルブ設計の研究価値を証明した。どちらも最初のうちは原型より低出力で機械的故障の顕著な増加が見られるディーゼルのスリーブバルブ式に換装された。
1937年にプロジェクトエンジニアのハリー・ウッドのもとで単気型の開発がリカルドの設計した試験ユニットを用いて開始された。最初に考えられたのは、圧縮点火エンジンとしてであったが、ロールス・ロイスが本腰を入れて開発を始めると空軍省の決定でより保守的な火花点火式に改められた。

### 技術的特徴
最初の完全な12気筒型はハリー・ウッドとチーフディレクターのエディー・ガスに率いられたチームの設計で1941年に完成した。内径5.1 in (129.5 mm)、行程6.5 in (165.1 mm)、圧縮比7:1、重量 1,900 lb (862 kg)。点火時期　30° BTDC、 15 lbf/in2 (100 kPa) のスーパーチャージャーによるブーストが特徴的だった。ベンチテストでは1,400馬力 (1,000 kW) を発揮したが、ピストンとスリーブの冷却や振動などに問題が生じた。騒々しい2ストローク機関から生み出される排気由来の推力は最大出力では30%増大させるとみられている。この特徴は興味深いものであり高速・高高度においてマーリンと研究中だったジェットエンジンの間のつなぎとして有用かもしれなかった。ロールス・ロイスの慣習では正面から見て時計回りの回転式エンジンに与えられる偶数のシリアルナンバーを与えられた。

### テスト総括表
以下は試験運転時間と特記すべき失敗についてまとめた表である。
データの出典:
| エンジン   | 期間                    | 備考 | 試験時間               |
| ---------- | ----------------------- | --- | ---------------------- |
| クレシー2  | 1941年4月11日           | 初稼動。シリンダーヘッドブロック一体型。ピストンの不調のためテスト中止 | 69                     |
|            | 1942年11月 – 1942年12月 | この期間中に3回のリビルド。ピストンが焼け付いたため35時間の試験中止 | 67                     |
|            | 1943年2月 – 1943年7月   | シリンダーヘッドを分離したMkII型に切り替え。この期間で3回のリビルド。空軍省の承認テストを通過                                                                              | 38                     |
|            | 1944年3月 – 1944年7月   | 5回のリビルドを行う。同じ長さのインジェクター口を改良型の過給装置に取り付け。スーパーチャージャーの故障とスリーブバルブの焼け付きを起こす                                  | 82                     |
|            | 1944 – November 1944    | 完成度の高い型がテストに合格する（112 時間）。コネクティングロッドにおけるビグエンド、ピストン、減速機ケースのひび割れとスリーブバルブの異常動作などが運転後明らかになった | 150                    |
|            | 1945年3月 – 1945年4月   | 耐久試験が行われ27時間でピストンが故障。2回のリビルドを行う | 49 (Total hours: 461)  |
| クレシー4  | 1941年11月              | 報告なし | 55                     |
|            | 1942年7月 – 1942年8月   | 3回のリビルド。50時間の耐久試験に成功し、2度目の試験でシリンダーブロックがクラッキングにより破損し中止される                                                               | 80                     |
|            | 1942年9月 – 1942年10月  | リビルド2回。 25時間の耐久稼動に成功し、次の試験でスリーブバルブの破損により中止                                                                                           | 55 (Total hours: 293)  |
| クレシー6  | 1943年7月 – 1944年2月   | Mk II型として製造された第1号機。 8回のリビルド。スーパーチャージャーの故障、スリーブバルブの異常動作、ボルトの破砕などが起こす                                             | 126                    |
|            | 1944年3月 – 1944年9月   | 4回のリビルド。スーパーチャージャーの円滑な動作に失敗、スリーブバルブの焼け付きが起こす                                                                                    | 93                     |
|            | 1944年11月 – 1945年2月  | 3回のリビルド、メインベアリングとピストンの故障が発生 | 128                    |
|            | 1945年7月 – 1945年8月   | リビルドは1回。 耐久試験は95時間目でスリーブバルブの故障により中止。プロペラを取り付けた稼動を40時間                                                                       | 132 (Total hours: 481) |
| クレシー8  | 1943年9月 – 1944年3月   | 8回のリビルド。耐久試験を完遂し成功 | 207                    |
|            | 1944年4月               | スーパーチャージャーが故障 | 73                     |
|            | 1944年7月 – 1944年9月   | 5回のリビルド。故障は報告されず | 32                     |
|            | 1944年10月 – 1945年12月 | 2回のリビルド。ピストンの故障。排気タービンの取り付け | 22 (Total hours: 336)  |
| クレシー10 | 1944年8月 – 1945年2月   | 6回のリビルド。7時間の運転後に吸気集合管の溶解、その後4時間でスリーブバルブの焼け付き。2度のインジェクターポンプの故障                                                     | 53                     |
|            | 1945年3月 – 1945年7月   | ピストンの故障により1回のリビルド | 30                     |
|            | 1945年7月 – 1945年9月   | 2回のリビルド。排気タービンを取り付け、何度かスーパーチャージャーなしで運転。 スリーブバルブとスーパーチャージャーが故障                                                   | 82 (Total hours: 166)  |
| クレシー12 | 1945年1月 – 1945年10月  | 4回のリビルド。排気タービンの取り付け。タービン、ピストン、スリーブバルブが故障                                                                                            | (Total hours: 67)      |

### 計画中止
ジェットエンジンの開発の進展によりクレシーやエンジンの改修が不要になった。その結果、8機のV型2気筒が計画中に追加生産されていたがまだ6機の試験機が完成するのみだった1945年12月に中止となった。クレシーは1,798馬力を達成し、1944年12月21日に排気タービンを取り付けてからは2,500馬力を達成した。続いて1気筒だけでの試験では、完全なエンジンの場合なら5,000馬力に相当すると考えられる出力を達成した。1945年7月時点で総計1,060時間の稼動を12気筒エンジンで行い、さらに2気筒で8,600時間試験。残されたクレシーがどうなったかは定かではない。

## 搭載予定機

### ホーカー ヘンリー
もしクレシーが飛行することがあれば、1943年3月28日に乗せ換えのためハックナルに届けられたL3385（ホーカー ヘンリー）が使用したと考えられる。この機体は1945年9月11日までハックナルに残されたまま、エンジンを換装されることなくスクラップにされた。

### スーパーマリン スピットファイア
1941年夏、ホーカー ヘンリーの到着から2年が経過し、P7674（スーパーマリン スピットファイア Mk. II）が、カウルやシステムの詳細な設計のためのモックアップを搭載するためハックナルに到着した。また1942年に初期生産型のスピットファイア Mk IIIが飛行に耐えうるクレシーのために手配されたが結局は届けられることはなかった。1942年3月のロイヤル・エアクラフト・エスタブリッシュメントの報告書 (No. E.3932) では、クレシーを搭載したスピットファイアはグリフォン61型の強化型を搭載したものに匹敵すると考えられるとしている。この報告書はクレシーの最大出力はスピットファイアの機体フレームには手に余るが、その出力抑制版ならばグリフォン搭載機をかなり超える性能を発揮するだろうとしている。

## 仕様
出典 The Rolls-Royce Crecy

### 一般仕様
- 形式:12シリンダー過給液冷2ストロークピストンエンジン
- 内径:5.1インチ（129.5 mm）
- 行程:6.5インチ（165.1 mm）
- 排気量:1,536立法インチ（26リットル）
- 空虚重量:1,900ポンド(862 kg)

### 構成要素
- バルブ・トレーン:クランクシャフト駆動スリーブバルブ往復
- スーパーチャージャー:ギア駆動遠心式スーパーチャージャ（最大で24psi(165 kPa) のブーストまでの迎角可変インペラーブレード装備）
- ターボチャージャー:３機のエンジンが排気タービンを搭載。（Whittle W.1タービンの50％スケール）
- 燃料系統:直接燃料噴射装置,2 × CAV 6シリンダーポンプ
- 燃料:100オクタンガソリン
- 滑油系統:ギアポンプ
- 冷却系等:液冷
- 減速ギア: 0.451:1（左手牽引）

### 性能
- 出力:2,729馬力
- 比出力:1.77 hp/in³ (78.2 kW/L)
- 圧縮率: 7:1
- 燃料消費量: 85.4 gal/hr （388.2 L/hr、2,500 rpm時）
- 燃料消費率:0.55 pints/hp/hr（排気タービン利用で1,800 rpm時）
- 出力重量費:1.43 hp/lb (2.36 kW/kg)